# Subaru XT

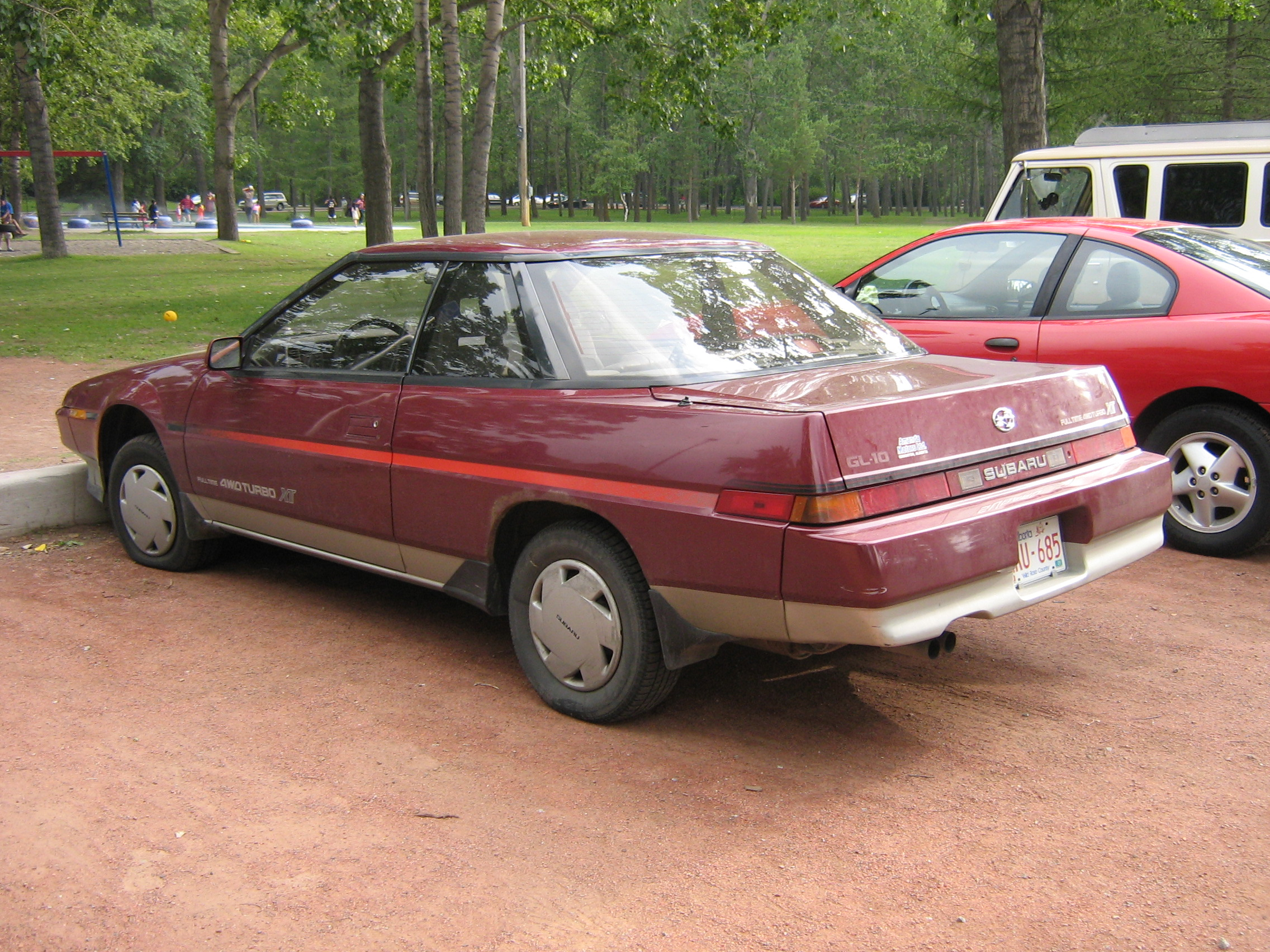
Heckansicht

Der Subaru XT (in anderen Ländern auch als Alcyone oder Vortex bekannt) ist ein Sportcoupé mit Allradantrieb, das in Deutschland von Herbst 1984 bis Ende 1990 angeboten wurde. Die keilförmig gestaltete Karosserie hat einen niedrigen Luftwiderstandsbeiwert (Cw) von 0,29. Technisch ist das Fahrzeug eng mit der Subaru L-Serie verwandt, viele Fahrzeugteile sind gleich. In Deutschland blieb der XT ein Exot. Er fand insgesamt nur 1056 Käufer. Typisch für japanische Coupés der 1980er-Jahre sind die Klappscheinwerfer.

## Motor/Antrieb
Der Subaru XT wurde in Europa nur mit einem wassergekühlten Vierzylinder-Boxermotor (Motorcode EA82T) mit obenliegenden Nockenwellen, Aluminiummotorblock, wassergekühltem Turbolader und 1800 cm³ Hubraum angeboten. Er leistete maximal 100 kW (erste Serie von 11/1984 bis 12/1987 ohne G-Kat; 88 kW mit G-Kat). Dieser Motor wurde (mit und ohne Turbolader) auch in der Subaru L-Serie eingesetzt. In anderen Ländern wurde das Fahrzeug auch ohne Turbolader mit Allradantrieb oder Frontantrieb und mit einem Sechszylinder-Boxermotor mit 2700 cm³ angeboten (z. B.in den USA als XT-6-Modell der zweiten Serie ab 01/1988), diese Version  war außerhalb der USA nicht erhältlich. 
Als Getriebe wurde ein Fünfgang-Schaltgetriebe und ein Viergang-Automatikgetriebe angeboten. Außerdem hat das Fahrzeug permanenten Allradantrieb (zweite Serie). Bei der ersten Serie ist er manuell zuschaltbar.
Das  Fahrwerk mit MacPherson-Federbeinen und Querlenkern vorn und einer Schräglenkerachse hinten ist luftgefedert und höhenverstellbar. Es senkt sich in der erhöhten Position automatisch ab 80 km/h aus Sicherheitsgründen ab (wie auch teilweise bei der Subaru L-Serie). An allen Rädern gibt es Scheibenbremsen, an der Vorderachse sind sie innenbelüftet. Als weitere Ausstattung ist außerdem eine Berganfahrhilfe vorhanden.

## Ausstattung
Der Subaru XT  hat ein großes Statusdisplay im Armaturenbrett, auf dem die wichtigsten Vorgänge im und am Fahrzeug angezeigt werden: offene Türen, aktivierter Allradantrieb und anderes. Außerdem konnte der Subaru XT auch mit digitalen Armaturen geordert werden.

## Nachfolger
Im Herbst 1991 brachte Subaru mit dem Subaru SVX erneut ein Coupé auf den Markt. Es hatte einen weit höheren Kaufpreis, einen wesentlich stärkeren Motor, war nur mit Viergang-Automatikgetriebe erhältlich und somit für eine andere Zielgruppe gedacht. Der 3,3-Liter-Sechszylinder-Boxermotor des SVX leistete  169 kW, später 162 kW. Von den insgesamt ca. 25.000 produzierten SVX gelangten nur etwa 850 Exemplare auf den deutschen Markt.
Zum Stichtag 1. Januar 2024 waren in Deutschland laut KBA noch 16 Subaru XT angemeldet.